# Ouratea steyermarkii
Ouratea steyermarkii är en tvåhjärtbladig växtart som beskrevs av C. Sastre. Ouratea steyermarkii ingår i släktet Ouratea och familjen Ochnaceae. Inga underarter finns listade i Catalogue of Life.